# 栗林拓也
栗林 拓也（くりばやし たくや、生年月日:不明 - ）は、日本の釣り人。クリエーター。
長崎県を中心に活動する釣り人。メディア出演。釣り業界アパレル販売を行う。DUELサポーター。

## 略歴
2016年
- 11月、株式会社bell&joy設立。

2020年
- 釣りビジョンのフィッシング情報番組『釣りうぇ～ぶ』第75回に出演。

2021年
- 第一期アングラーズマイスター就任。

2022年
- 釣り番組『釣りビジョン』マイスターズ 三つ星フィッシング#2 長崎のソルトマイスター栗林拓也と狙う五島列島の春ヒラマサに出演。